# 30. listopad
30. listopad je 334. dnem roku podle gregoriánského kalendáře (335. v přestupném roce). Do konce roku zbývá 31 dní. Svátek má Ondřej.

## Události

### Česko
- 1378 – Kardinál Jan Očko z Vlašimi rezignoval na úřad arcibiskupa pražského.
- 1582 – Petr Vok z Rožmberka přestoupil k Jednotě bratrské.
- 1938 – Novým československým prezidentem byl zvolen Emil Hácha.
- 1967 – Byl vydán zákon č. 111/1967 Sb., o hlavním městě Praze, který s účinností od 1. 1. 1968 připojil k území Prahy 21 obcí Středočeského kraje.
- 1997 – Prezident Václav Havel přijal demisi vlády Václava Klause, čímž začala vládní krize.

### Svět
- 1700 – Severní válka: Švédové vedení Karlem XII. porazili ruskou armádu cara Petra Velikého v bitvě u Narvy.
- 1782 – Velká Británie podepsala návrh smlouvy uznávající nezávislost USA na britské koruně.
- 1815 – Britský technik George Stephenson představil bezpečnostní hornický kahan, který fungoval i v prostředí s nebezpečnou koncentrací důlních plynů, aniž by sám svým plamenem způsobil explozi.
- 1906 – Tenorista Karel Burian jako první Čech zpíval v Metropolitní opeře. Debutoval ve Wagnerově opeře Tannhäuser.
- 1918 – Lotyšsko vyhlásilo nezávislost.
- 1939 – Začala Zimní válka: sovětská Rudá armáda vstoupila do Finska a postupovala k Mannerheimově linii.
- 1943 – 2. světová válka: Teheránská konference – americký prezident Franklin Delano Roosevelt, britský ministerský předseda Winston Churchill a sovětský vůdce Josef Stalin dosáhli dohody ohledně plánované invaze do Evropy v červnu 1944 pod krycím názvem Operace Overlord.
- 1962 – Generální shromáždění OSN zvolilo U Thanta z Barmy novým generálním tajemníkem OSN.
- 1966 – Barbados získal nezávislost.
- 1967 – Jihojemenská lidová republika získal nezávislost na Velké Británii.
- 2021 – Barbados se stal republikou.

## Narození
Automatický abecedně řazený seznam viz Kategorie:Narození 30. listopadu

### Česko

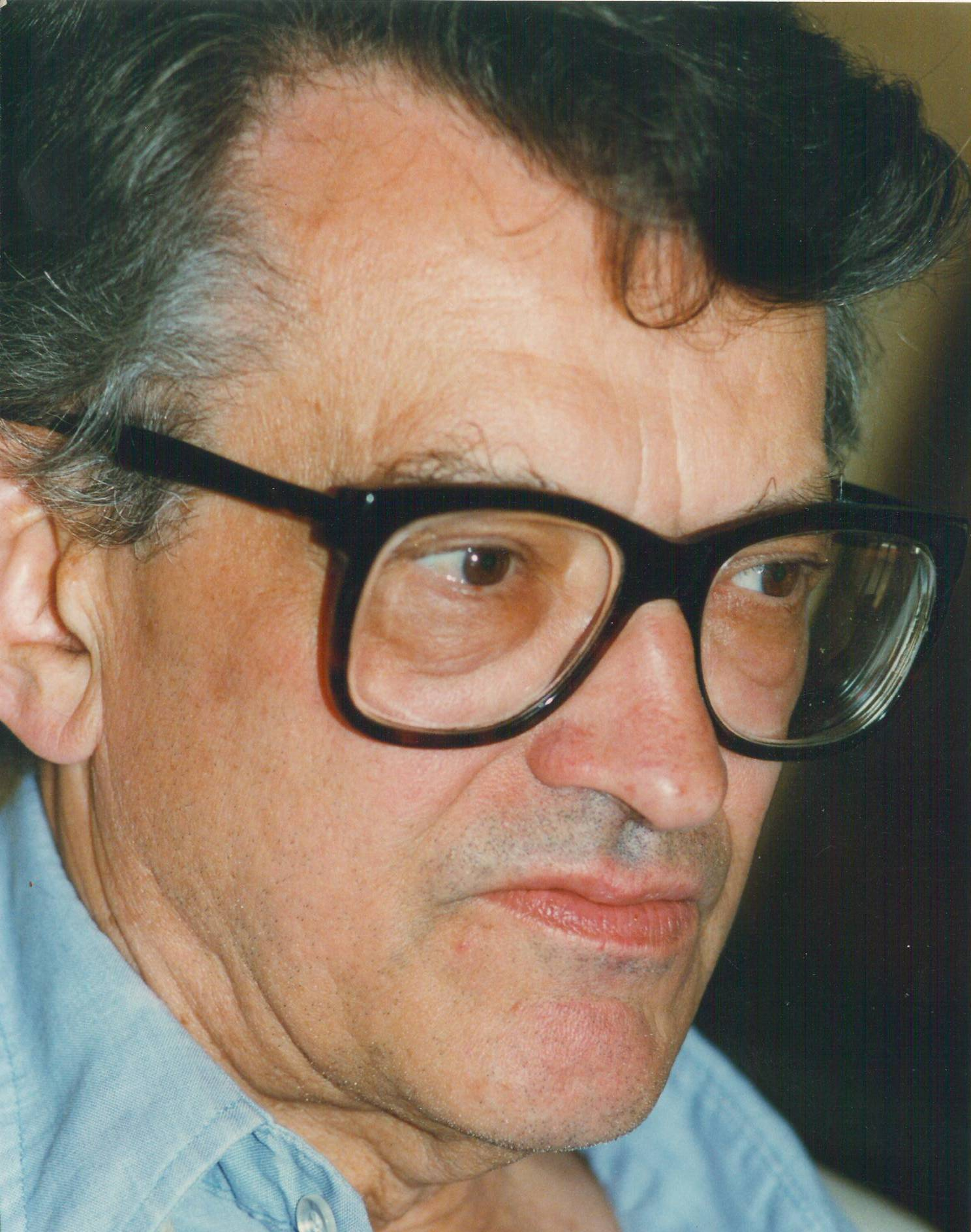
Vojtěch Jasný (* 1925)

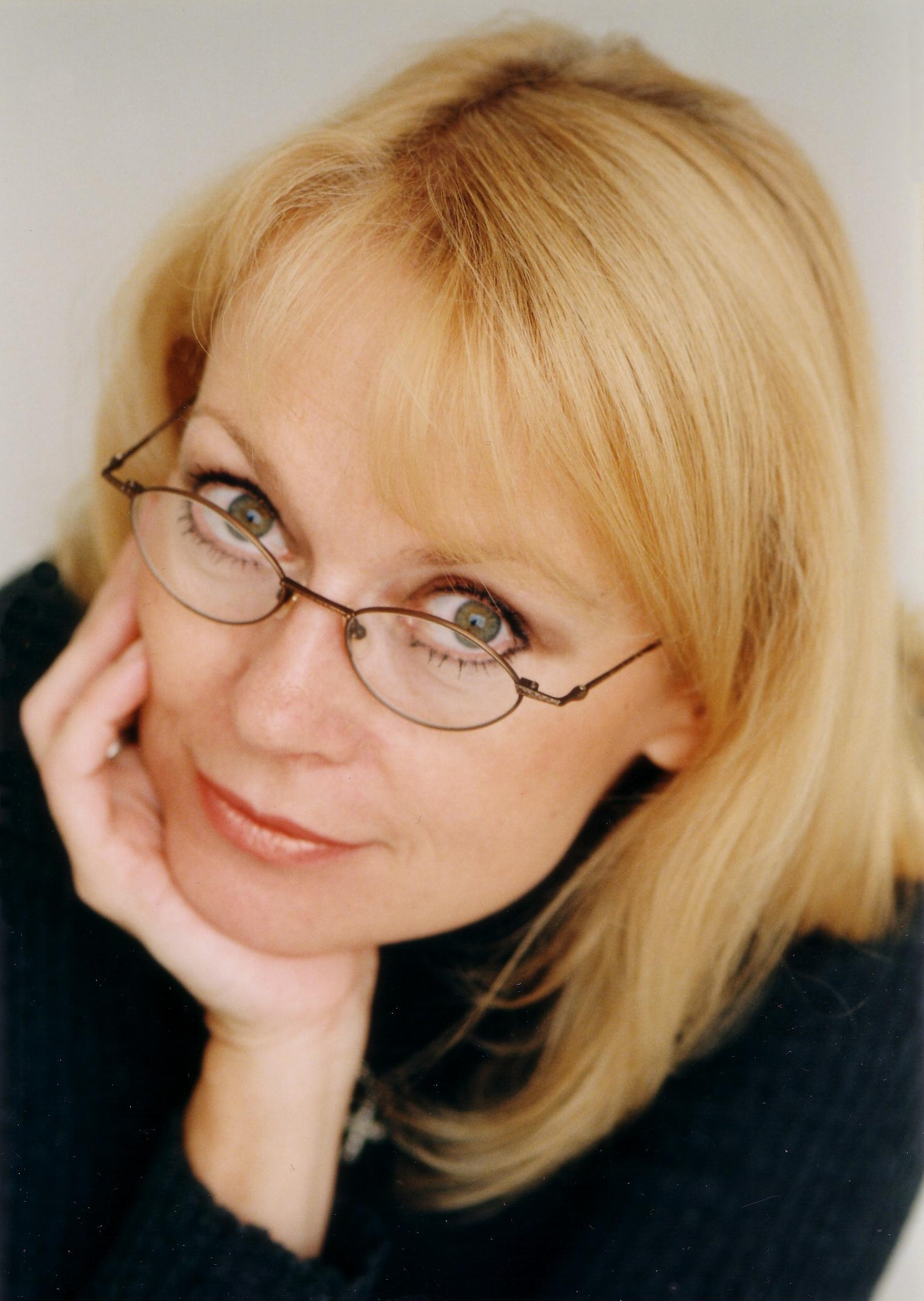
Kateřina Macháčková (* 1949)

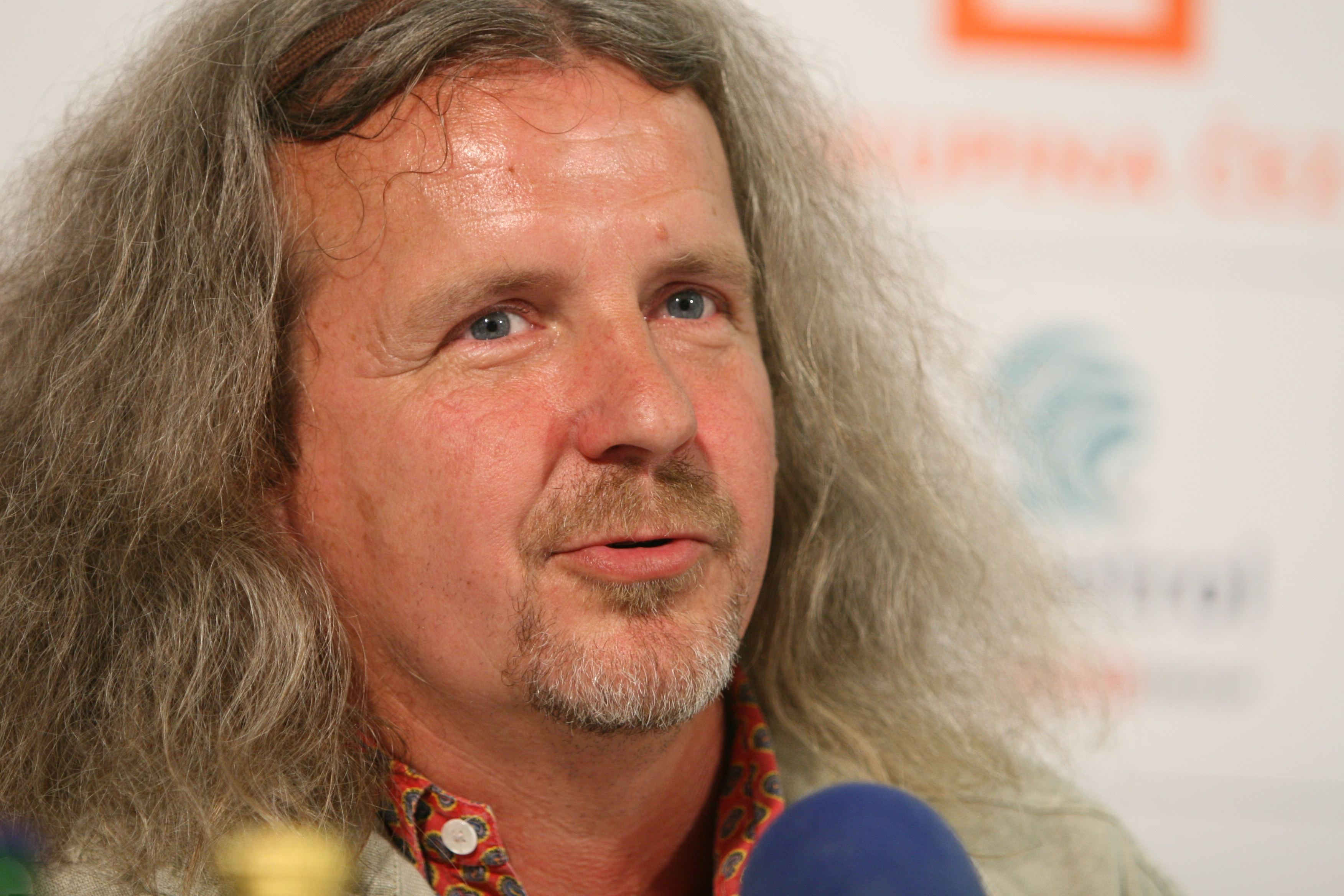
F. A. Brabec (* 1954)

- 1654 – Dominik Ondřej Kounic, rakouský státník († 11. ledna 1705)
- 1679 – Ondřej Filip Quitainer, český sochař a řezbář († 2. července 1729)
- 1735 – Ondřej Schweigl, barokně-klasicistní sochař, řezbář a štukatér († 24. března 1812)
- 1750 – Tomáš Juren, evangelický písmák, kazatel a malíř († 9. ledna 1829)
- 1816 – Josef Podlipský, český lékař, novinář a politik († 20. září 1867)
- 1819 – Franz Klier, český politik německé národnosti († 14. listopadu 1884)
- 1828 – Bohuslav Kroupa, malíř, pedagog, cestovatel a spisovatel († 23. června 1912)
- 1836 – Martin Pokorný, český matematik, pedagog a politik († 30. ledna 1900)
- 1850 – František Malínský, podnikatel, politik a poslanec († 7. dubna 1926)
- 1858 – František Šabata, československý katolický politik († 19. listopadu 1942)
- 1862 – Mořic Hruban, český politik († 16. září 1945)
- 1873 – Božena Benešová, česká spisovatelka († 8. dubna 1936)
- 1877
  - Augustin Satra, český malíř († 31. března 1909)
  - Franz Hodina, československý politik německé národnosti († 10. května 1945)
- 1886 – František Hájek, soudní lékař († 15. března 1962)
- 1899 – Hans Krása, český hudební skladatel († 18. října 1944)
- 1913 – František Kábele, speciální pedagog († 22. listopadu 1998)
- 1922 – Jiří Drvota, československý basketbalista († 30. listopadu 2007)
- 1923 – Jan Otokar Fischer, profesor dějin francouzské literatury a překladatel († 4. ledna 1992)
- 1924
  - Hana Prošková, spisovatelka († 4. října 2002)
  - Věra Haluzová, folkloristka († 30. října 2013)
- 1925 – Vojtěch Jasný, scenárista, filmový režisér a fotograf († 16. listopadu 2019)
- 1929 – Nataša Tanská, spisovatelka, novinářka, scenáristka a herečka († 17. července 2014)
- 1931 – Radim Cvrček, režisér, scenárista a herec († 29. dubna 2004)
- 1932
  - Miroslav Jodas, český fotograf († 12. září 2013)
  - Václav Krása, československý basketbalista († 30. listopadu 2003)
- 1936 – Stanislav Fischer, astrofyzik a politik
- 1939 – Josef Velek, novinář a publicista († 30. dubna 1990)
- 1943
  - Antonín Dufek, historik umění, kurátor a teoretik fotografie († 25. října 2023)
  - Viktor Stříbrný, kladenský umělecký kovář, malíř († 24. ledna 2012)
- 1948 – Marek Sýkora, hokejista a trenér
- 1949
  - Kateřina Macháčková, herečka a publicistka
  - Petr Sommer, historik a archeolog
- 1950
  - Miloš Janeček, lékař a politik
  - Rudolf Strejček, vzpěrač
- 1951 – Pavel Růžek, spisovatel († 30. srpna 2011)
- 1953
  - Jiří Balík, rektor České zemědělské univerzity
  - Martin Vadas, dokumentarista, režisér a kameraman
- 1954 – F. A. Brabec, filmový režisér a kameraman
- 1956 – Martin Machovec, editor, redaktor, literární kritik a překladatel
- 1959 – Jaromír Šindel, hokejový brankář a trenér
- 1960 – Rostislav Stach, fotograf
- 1967 – Jiří Kejval, sportovní funkcionář
- 1980 – Petr Záhrobský, alpský lyžař
- 1992 – Jiří Klimíček, hokejista
- 2001 – Karel Klikorka, hokejista

### Svět

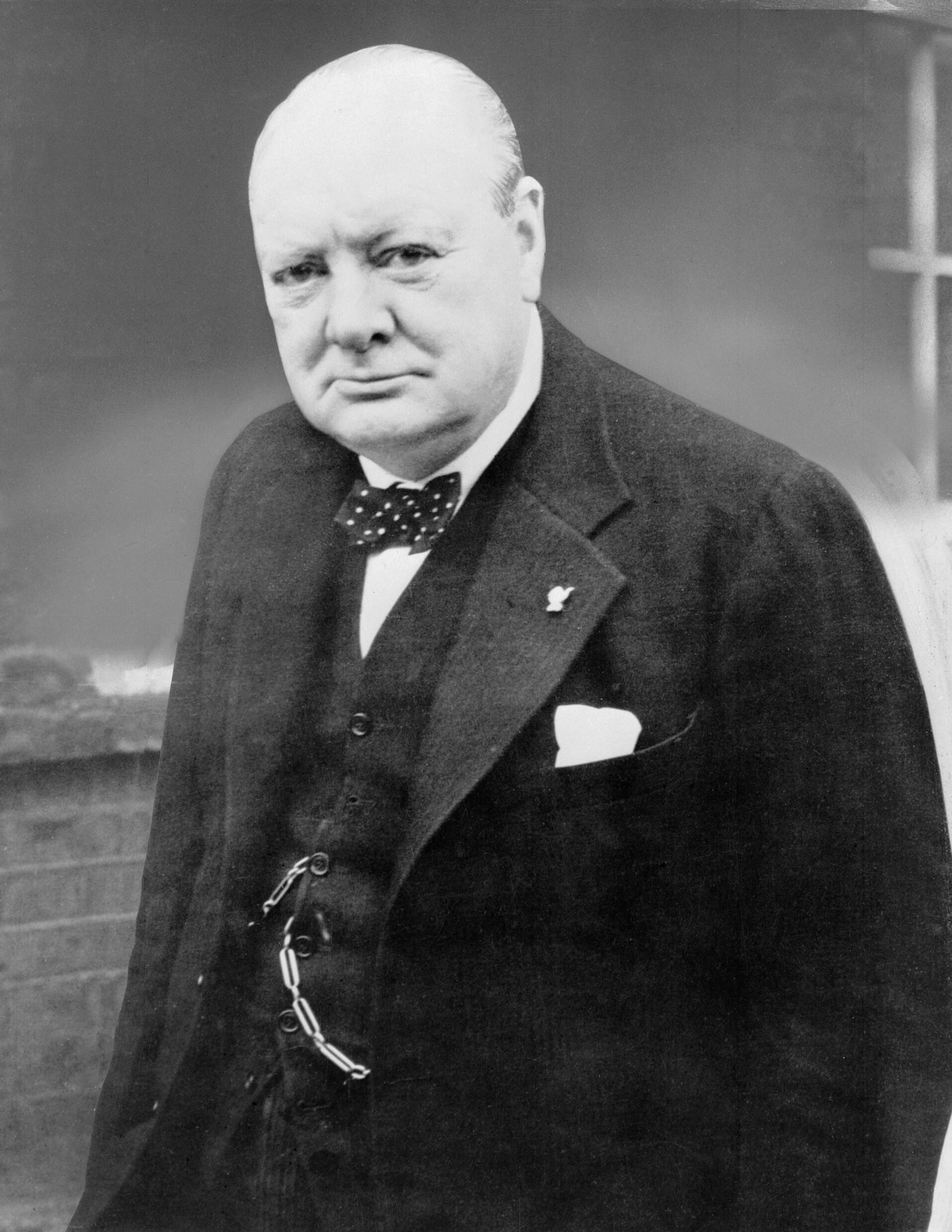
Winston Churchill (* 1874)

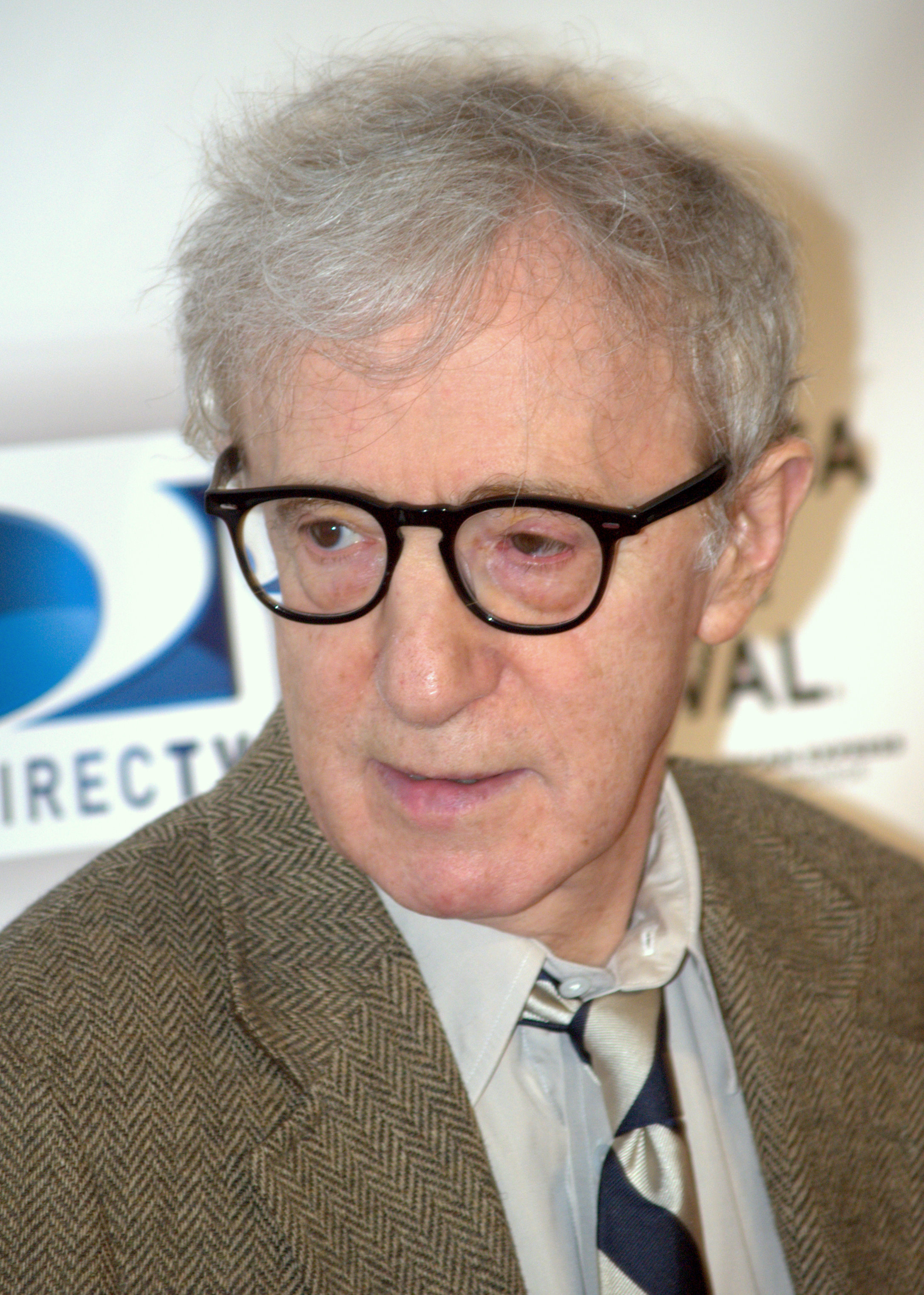
Woody Allen (* 1935)

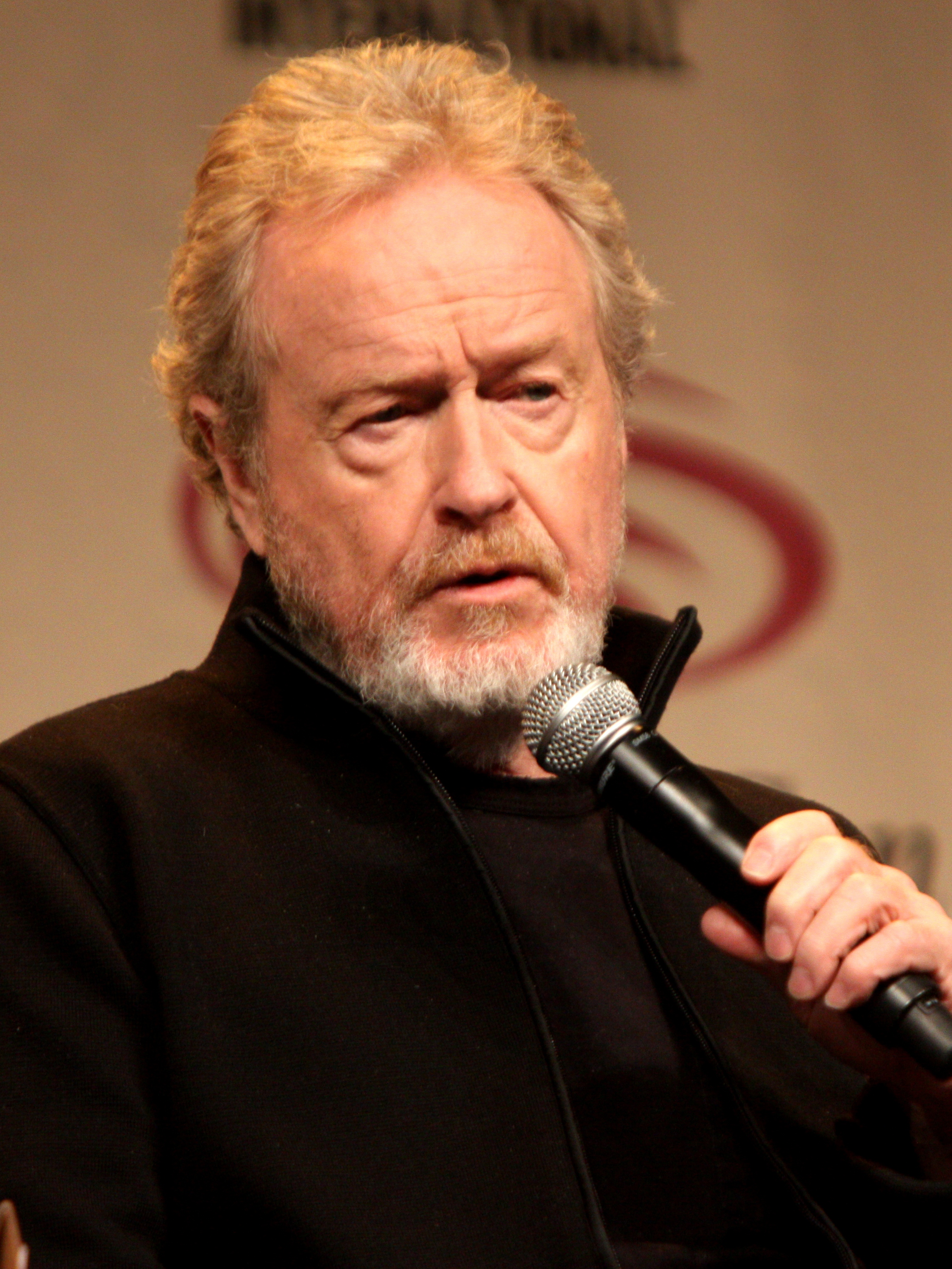
Ridley Scott (* 1937)

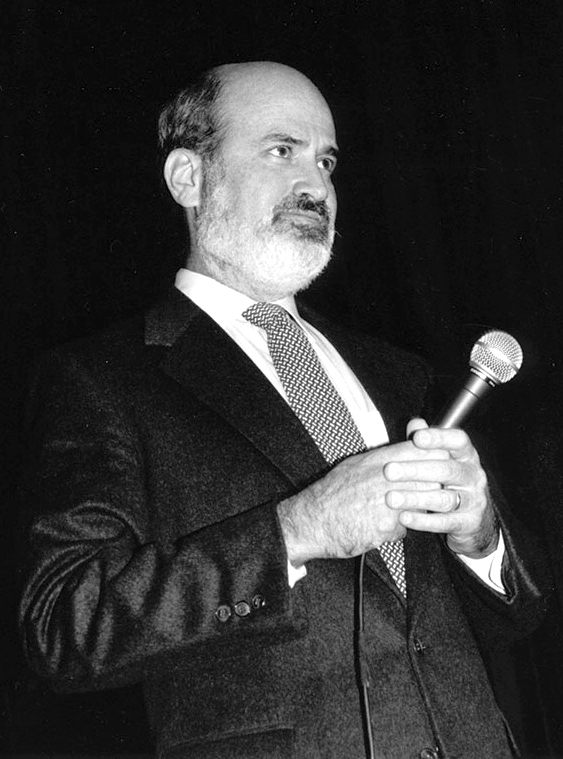
Terrence Malick (* 1943)

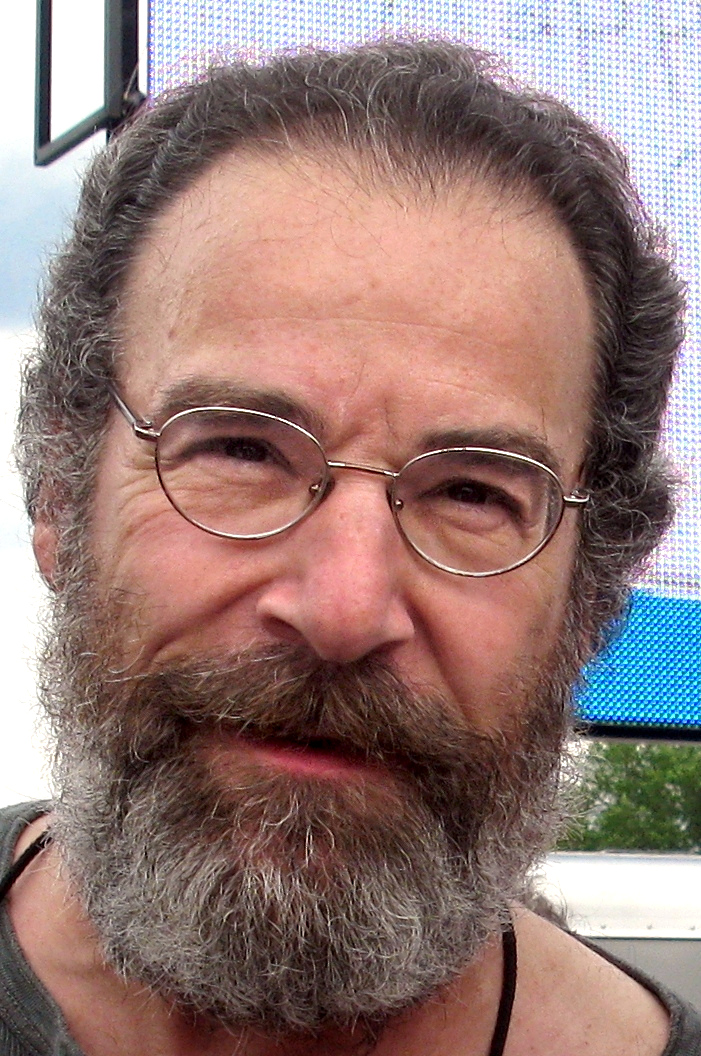
Mandy Patinkin (* 1952)

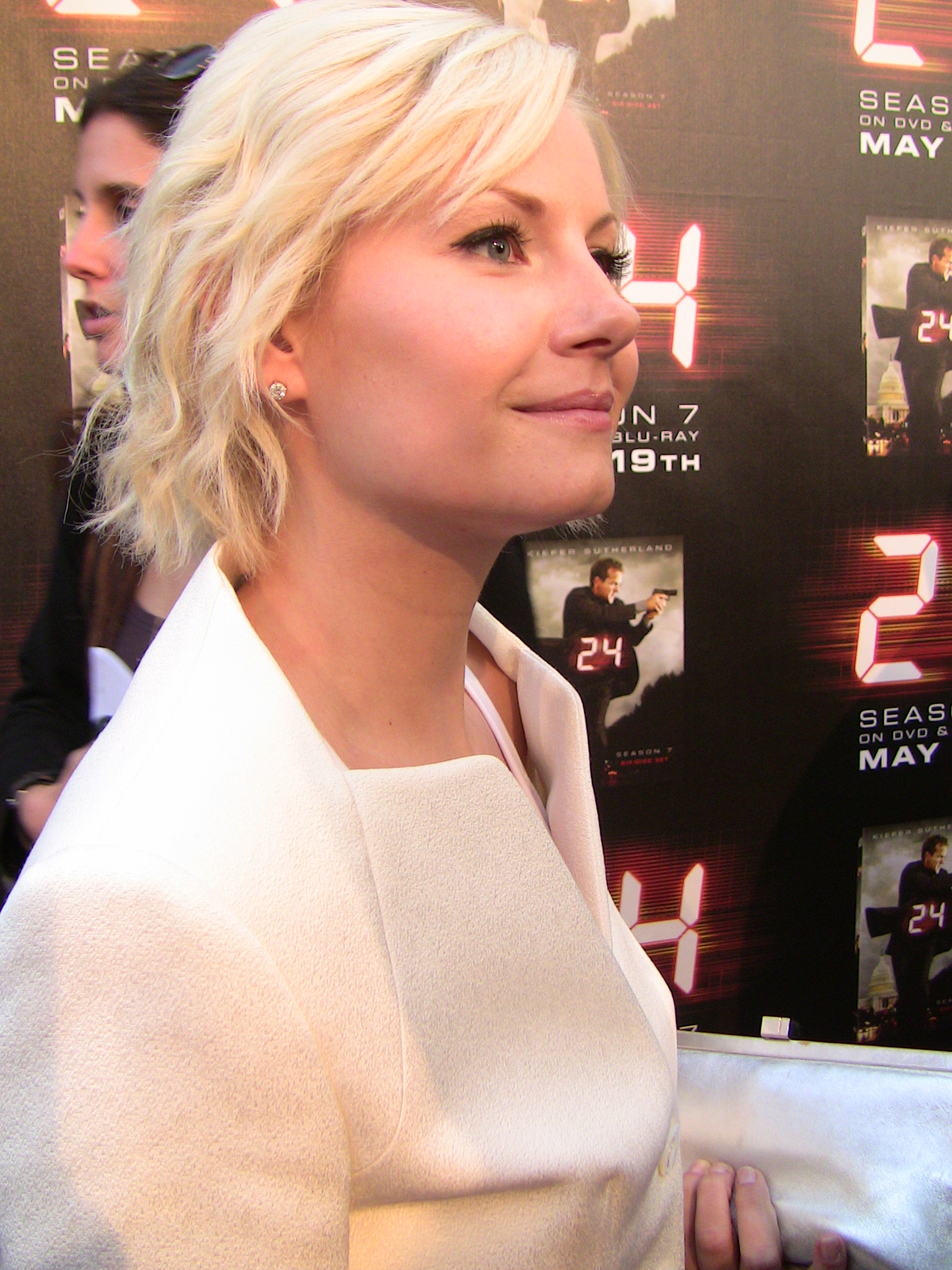
Elisha Cuthbert (* 1982)

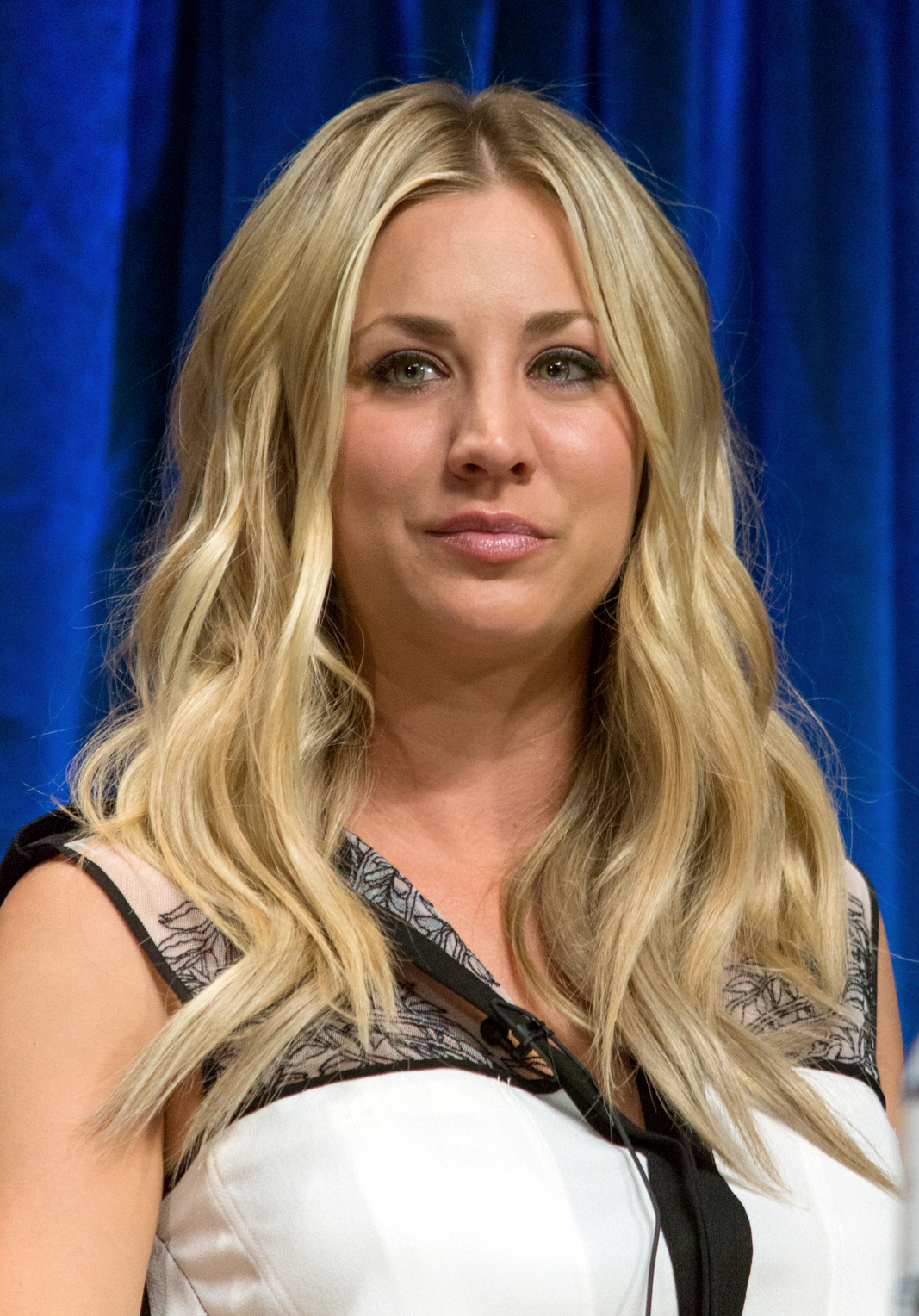
Kaley Cuoco (* 1985)

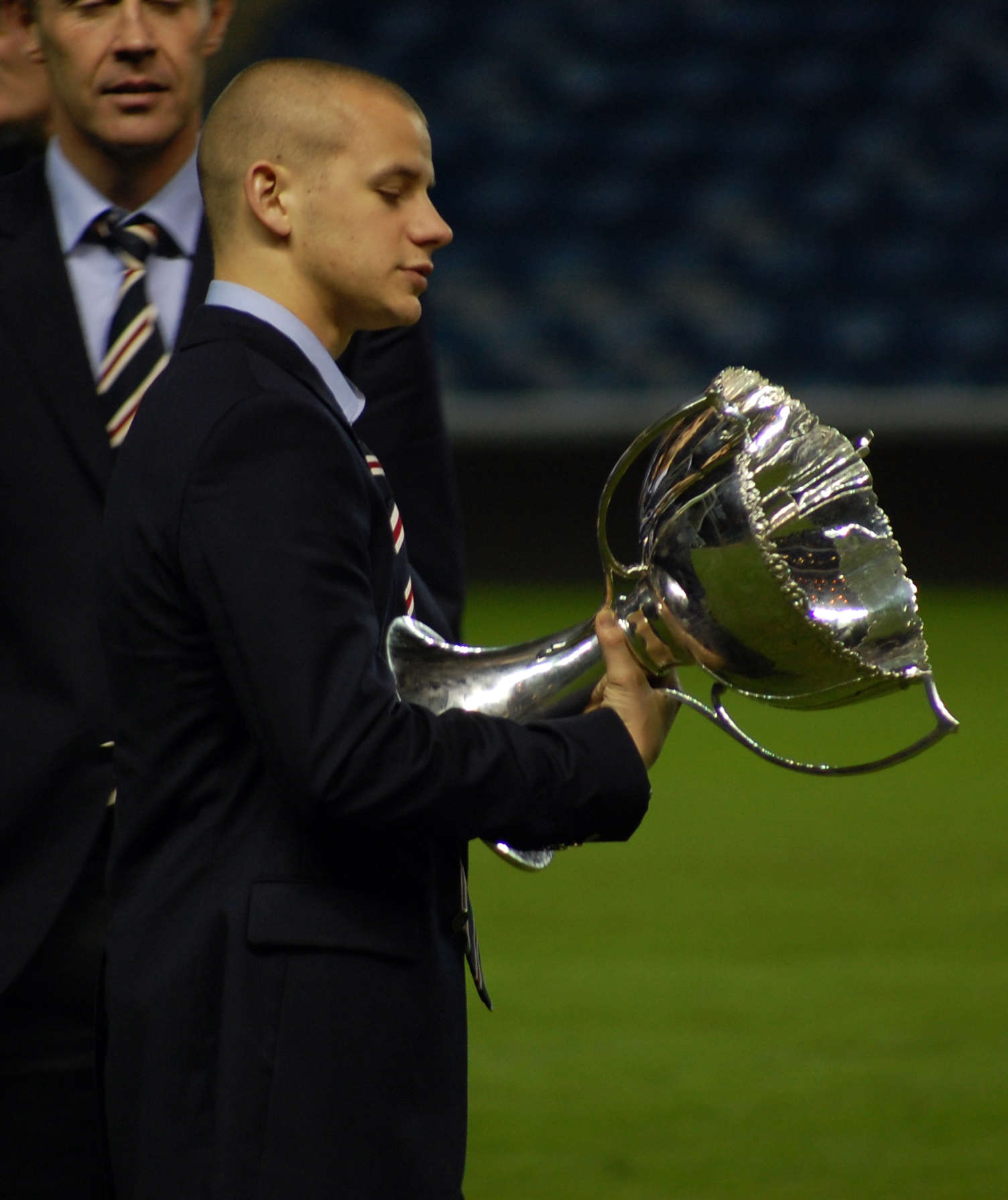
Vladimír Weiss (* 1989)

- 1340 – Jan z Berry, francouzský vévoda († 15. března 1416)
- 1427 – Kazimír IV. Jagellonský, polský král († 7. června 1492)
- 1466 – Andrea Doria, italský námořník, admirál, voják, politik († 25. listopadu 1560)
- 1508 – Andrea Palladio, italský renesanční architekt († 19. srpna 1580)
- 1554 – Sir Philip Sidney, anglický básník († 17. října 1586)
- 1565 – Svatý Pierre Fourier, francouzský teolog († 9. prosince 1640)
- 1602 – Otto von Guericke, německý fyzik a politik († 21. května 1686)
- 1625 – Jean Domat, francouzský právník († 14. března 1696)
- 1642 – Andrea Pozzo, italský barokní malíř († 31. srpna 1709)
- 1650 – Domenico Martinelli, italský architekt a kněz († 11. září 1718)
- 1667 – Jonathan Swift, anglický spisovatel († 19. října 1745)
- 1670 – John Toland, irský filozof a satirik († 11. března 1722)
- 1683 – Ludwig Andreas von Khevenhüller, rakouský polní maršál († 26. ledna 1744)
- 1686 – Richard Lumley, 2. hrabě ze Scarborough, britský generál, politik a šlechtic († 29. ledna 1740)
- 1719 – Augusta Sasko-Gothajská, waleská princezna († 8. února 1772)
- 1756 – Ernst Chladni, německý fyzik a hudebník, „otec akustiky“ († 3. dubna 1827)
- 1796 – Carl Loewe, německý hudební skladatel, zpěvák a dirigent († 20. dubna 1869)
- 1800 – Franz Unger, rakouský paleontolog a botanik († 13. února 1870)
- 1805 – Christian Ruben, rakouský malíř († 8. července 1875)
- 1817 – Theodor Mommsen, německý historik, právník a politik († 1. listopadu 1903)
- 1812 – Andreas Groll, rakouský fotograf, autor prvních fotografií Prahy († 20. března 1872)
- 1813 – Charles Valentin Alkan, francouzský klavírista a skladatel († 29. března 1888)
- 1823 – Franz Fröhlich, rakouský architekt († 15. dubna 1889)
- 1825 – William-Adolphe Bouguereau, francouzský malíř († 19. srpna 1905)
- 1827 – Henri Ernest Baillon, francouzský botanik a lékař († 1895)
- 1833 – Artur Hazelius, švédský učitel, jazykovědec a folklorista († 27. května 1901)
- 1835 – Mark Twain, americký spisovatel († 21. dubna 1910)
- 1836 – Frederick Charles Cavendish, britský politik a šlechtic († 6. května 1882)
- 1840 – Wilhelm Heinrich Erb, německý neurolog († 29. října 1921)
- 1861 – Ernst Rüdiger kníže von Starhemberg, rakouský velkostatkář a politik († 16. listopadu 1927)
- 1862 – Karl Emil Ståhlberg, finský fotograf a filmový producent († 27. června 1919)
- 1869 – Nils Gustaf Dalén, švédský chemik († 9. prosince 1937)
- 1872 – John McCrae, chirurg kanadské armády († 28. ledna 1918)
- 1873 – William Boyle, 12. hrabě z Corku a Orrery, britský admirál a šlechtic († 19. dubna 1967)
- 1874
  - Sir Winston Churchill, britský politik a premiér Spojeného království († 24. ledna 1965)
  - Paul Masson, francouzský cyklista, trojnásobný olympijský vítěz 1896 († 1945)
  - Lucy Maud Montgomery, kanadská spisovatelka († 24. dubna 1942)
- 1880
  - Adam Czerniaków, polský inženýr a senátor († 23. července 1942)
  - Richard Henry Tawney, anglický spisovatel a filosof († 16. ledna 1962)
- 1885 – Albert Kesselring, německý polní maršál († 16. července 1960)
- 1886 – Şadiye Sultan, osmanská princezna a dcera sultána Abdulhamida II. († 20. listopadu 1977)
- 1888 – Georg von Majewski, německý generál wehrmachtu († 6. května 1945)
- 1889 – Edgar Douglas Adrian, anglický neurofyziolog, Nobelova cena za fyziologii a medicínu († 4. srpna 1977)
- 1893
  - Israel Jošua Singer, židovský spisovatel († 10. února 1944)
  - Felix H. Man, německý fotograf († 30. ledna 1985)
- 1896 – Peter Hansen, německý generál, zakladatel polního dělostřelectva Waffen-SS († 23. května 1967)
- 1902 – Margit Kovács, maďarská sochařka a keramička († 4. června 1977)
- 1904
  - Clyfford Still, americký malíř († 23. června 1980)
  - Gevheri Sultan, osmanská princezna a hudební skladatelka († 10. prosince 1980)
- 1910 – Konstantin Badigin, sovětský spisovatel a kapitán dálné plavby († 17. března 1984)
- 1912
  - Walter J. Ong, americký literární historik a teoretik († 12. srpna 2003)
  - Gordon Parks, americký fotograf, hudebník, spisovatel a režizér († 7. března 2006)
- 1915 – Henry Taube, americký chemik, Nobelova cena za chemii 1983 († 16. listopadu 2005)
- 1919
  - András Berkesi, maďarský spisovatel († 14. září 1997)
  - Milton A. Rothman, americký fyzik a spisovatel science fiction († 6. října 2001)
- 1924
  - Klaus Huber, švýcarský skladatel
  - Tate Houston, americký saxofonista († 18. října 1974)
- 1926 – Andrew Schally, americký biochemik a lékař, laureát Nobelovy ceny († 17. října 2024)
- 1927 – Martha Cowles Chase, americká genetička († 8. srpna 2003)
- 1928 – Peter Hans Kolvenbach, generální představený Tovaryšstva Ježíšova
- 1929 – Dick Clark, americký rozhlasový a televizní moderátor († 18. dubna 2012)
- 1930 – G. Gordon Liddy, americký právník († 30. března 2021)
- 1931 – Jack Sheldon, americký zpěvák, trumpetista a herec († 27. prosince 2019)
- 1935 – Woody Allen, americký herec a režisér
- 1937
  - Tom Simpson, britský cyklista († 13. července 1967)
  - Bob Widlar, americký vynálezce v oboru elektroniky († 27. února 1991)
  - Ridley Scott, britský režisér, producent, a scenárista
  - Dragoslav Šekularac, jugoslávský fotbalista a trenér srbské národnost
- 1938 – Tomislav Ivančić, chorvatský kněz, spisovatel, zakladatel hagioterapie
- 1941 – Alí Hasan al-Madžíd zvaný „Chemický Alí“, bývalý irácký ministr obrany, ministr vnitra, vojenský velitel a šéf irácké zpravodajské služby († 25. ledna 2010)
- 1942 – Oberon Zell-Ravenheart, zakladatel Církve všech světů
- 1943
  - Rob Grill, americký zpěvák, baskytarista a skladatel († 11. července 2011)
  - Terrence Malick, americký filmový režisér, scenárista a producent
- 1945
  - Roger Glover, velšský baskytarista
  - Radu Lupu, rumunský klavírista († 17. dubna 2022)
- 1946 – Marina Abramović, srbská umělkyně
- 1947
  - Sergio Badilla Castillo, chilský básník, spisovatel
  - Stuart Baird, britský filmový střihač, producent a režisér
  - Jude Ciccolella, americký herec
- 1949 – Andrej Hryc, slovenský herec, diplomat († 31. ledna 2021)
- 1952 – Mandy Patinkin, americký herec, zpěvák
- 1955 – Billy Idol, britský hudebník
- 1957
  - Richard Barbieri, anglický skladatel a hráč na klávesové nástroje
  - Colin Mochrie, kanadský herec, improvizační komik, režisér a scenárista
- 1959
  - Cherie Currie, americká zpěvačka a herečka
  - Sylvia Haniková, německá tenistka
- 1963 – David Yates, britský režisér
- 1965
  - Fumihito, japonský korunní princ
  - Ryan Murphy, americký scenárista a režisér
- 1966 – Mika Salo, finský automobilový závodník
- 1971 – Gerard van Velde, nizozemský rychlobruslař
- 1975 – Mindy McCready, americká zpěvačka († 17. února 2013)
- 1982 – Elisha Cuthbert, kanadská herečka
- 1984 – Olga Rypakovová, kazašská atletka, trojskokanka
- 1985 – Kaley Cuoco, americká herečka a modelka
- 1989 – Vladimír Weiss, slovenský fotbalista
- 1990 – Magnus Carlsen, norský šachový velmistr
- 1994 – Marko Daňo, slovenský hokejista
- 1995 – Victoria Duvalová, americká tenistka

## Úmrtí
Automatický abecedně řazený seznam viz Kategorie:Úmrtí 30. listopadu

### Česko

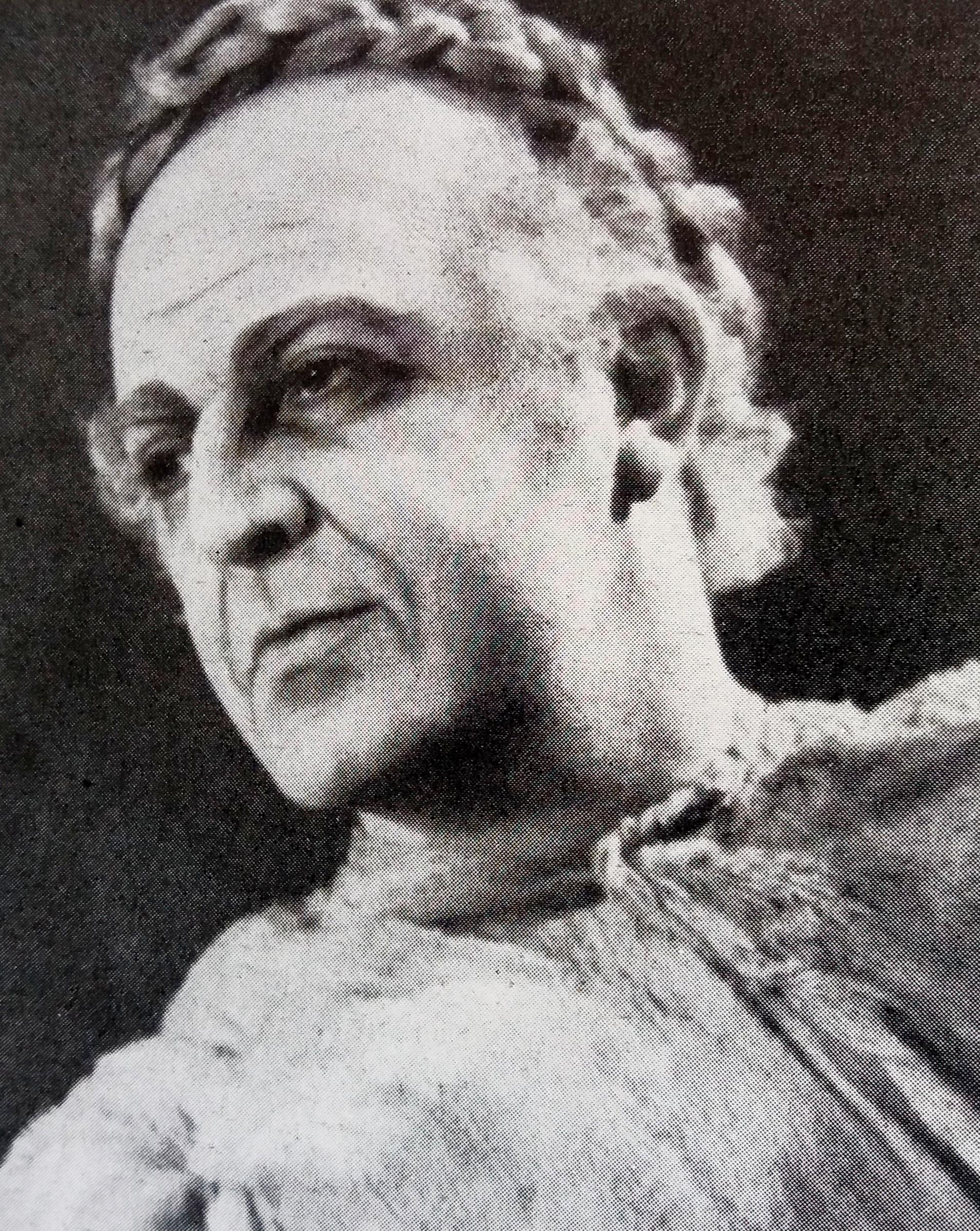
Otomar Korbelář († 1976)

- 1393 – Matěj z Janova, kněz, a kazatel a církevní reformátor (* mezi lety 1350 a 1355)
- 1805 – Josef Anton Laske, houslař (* 18. března 1738)
- 1838 – Václav Farník, hudebník (* 29. srpna 1770)
- 1840 – Joseph Johann von Littrow, rakouský astronom (* 13. března 1781)
- 1893 – Arnoštka Libická, herečka (* 16. února 1838)
- 1918 – Richard Jahn, český průmyslník (* 8. července 1840)
- 1928 – Růžena Reichstädterová, československá pedagožka a politička (* 9. září 1872)
- 1930 – Karel Štapfer, ilustrátor a scénograf (* 14. května 1863)
- 1935 – Karel Želenský, divadelní herec a režisér (* 25. ledna 1865)
- 1943 – Josef Dolanský, československý politik, ministr několika vlád (* 7. ledna 1868)
- 1945
  - Emil Martinec, organizátor celní služby (* 21. ledna 1869)
  - Jaromír Herle, hudební skladatel a sbormistr (* 23. srpna 1872)
- 1956 – Ludvík Kuba, folklorista (* 16. dubna 1863)
- 1969 – Antonín Šůra, herec (* 25. srpna 1929)
- 1976 – Otomar Korbelář, hudebník a herec (* 3. listopadu 1899)
- 1982
  - Vilém Závada, český básník a spisovatel (* 22. května 1905)
  - Alexandr Plocek, houslový virtuos (* 26. února 1914)
- 1987 – Josef Vrana, biskup (* 17. října 1905)
- 1989 – Josef Klíma, asyriolog (* 16. listopadu 1909)
- 1991 – Ján Papánek, československý diplomat (* 24. října 1896)
- 1993 – Imrich Erös, československý voják a příslušník výsadku Courier-5 (* 10. února 1918)
- 1997 – Božena Srncová, sportovní gymnastka a olympijská vítězka (* 11. června 1925)
- 2001 – Miloslav Ošmera, československý hokejový reprezentant (* 21. ledna 1924)
- 2003 – Václav Krása, československý basketbalista (* 30. listopadu 1923)
- 2004 – Ladislav Trpkoš, československý basketbalista (* 17. ledna 1915)
- 2008
  - Miloslav Chlupáč, sochař a malíř (* 10. července 1920)
  - Miroslav Sláma, hokejový reprezentant (* 3. srpna 1917)
- 2007 – Jiří Drvota, československý basketbalista (* 30. listopadu 1922)
- 2009 – Helena Lisická, etnografka a spisovatelka (* 26. listopadu 1930)
- 2010 – Stanislava Vojtíková-Janků, vojenská pilotka (* 15. května 1933)
- 2011 – Zdeněk Miler, režisér a výtvarní, autor Krtečka (* 21. února 1921)
- 2012 – Jan Petr Velkoborský, překladatel z finštiny a angličtiny (* 11. července 1934)
- 2023 – Jan Kadlec, tanečník, sólista baletu (* 29. března 1956)

### Svět

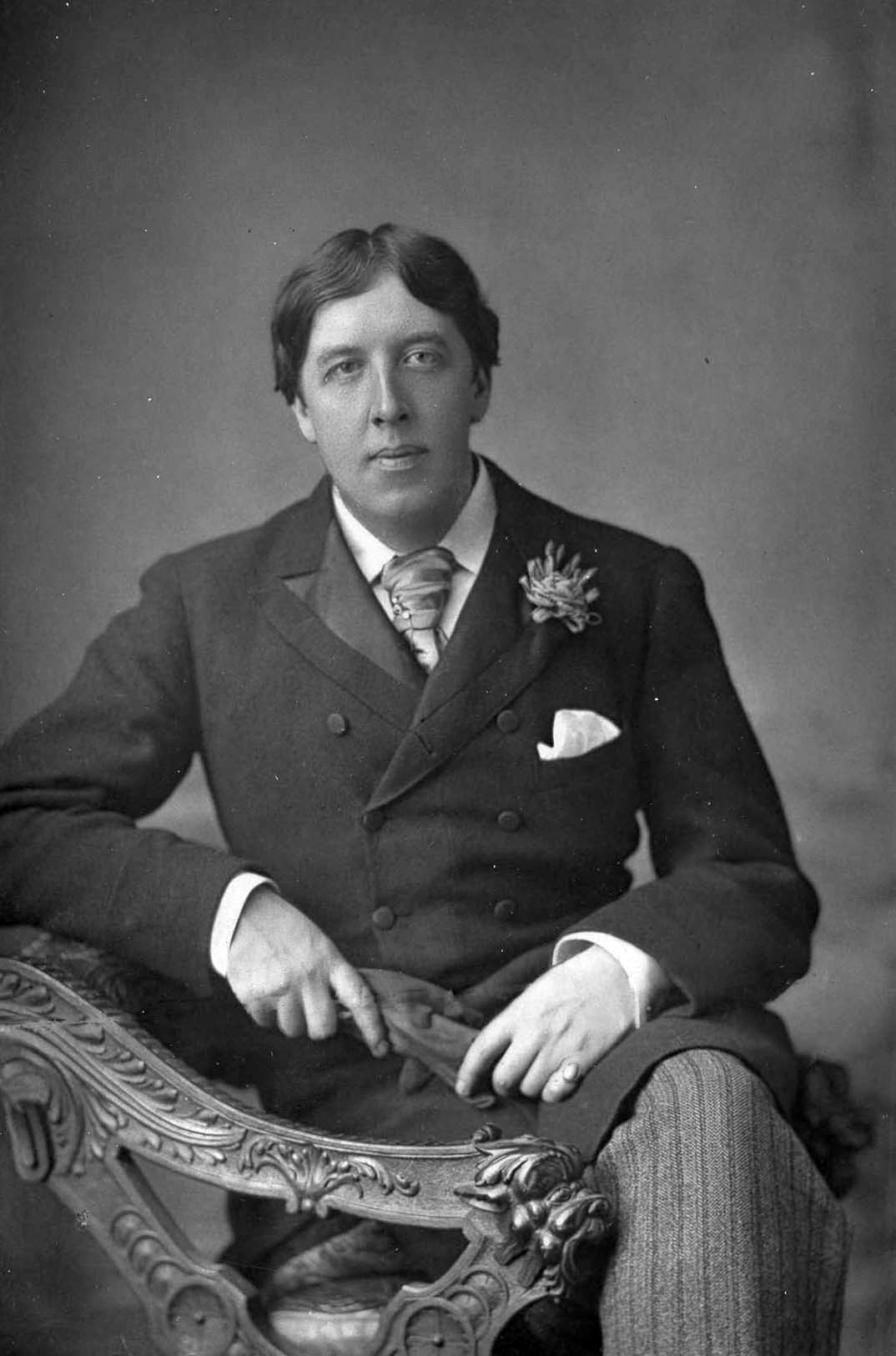
Oscar Wilde († 1900)

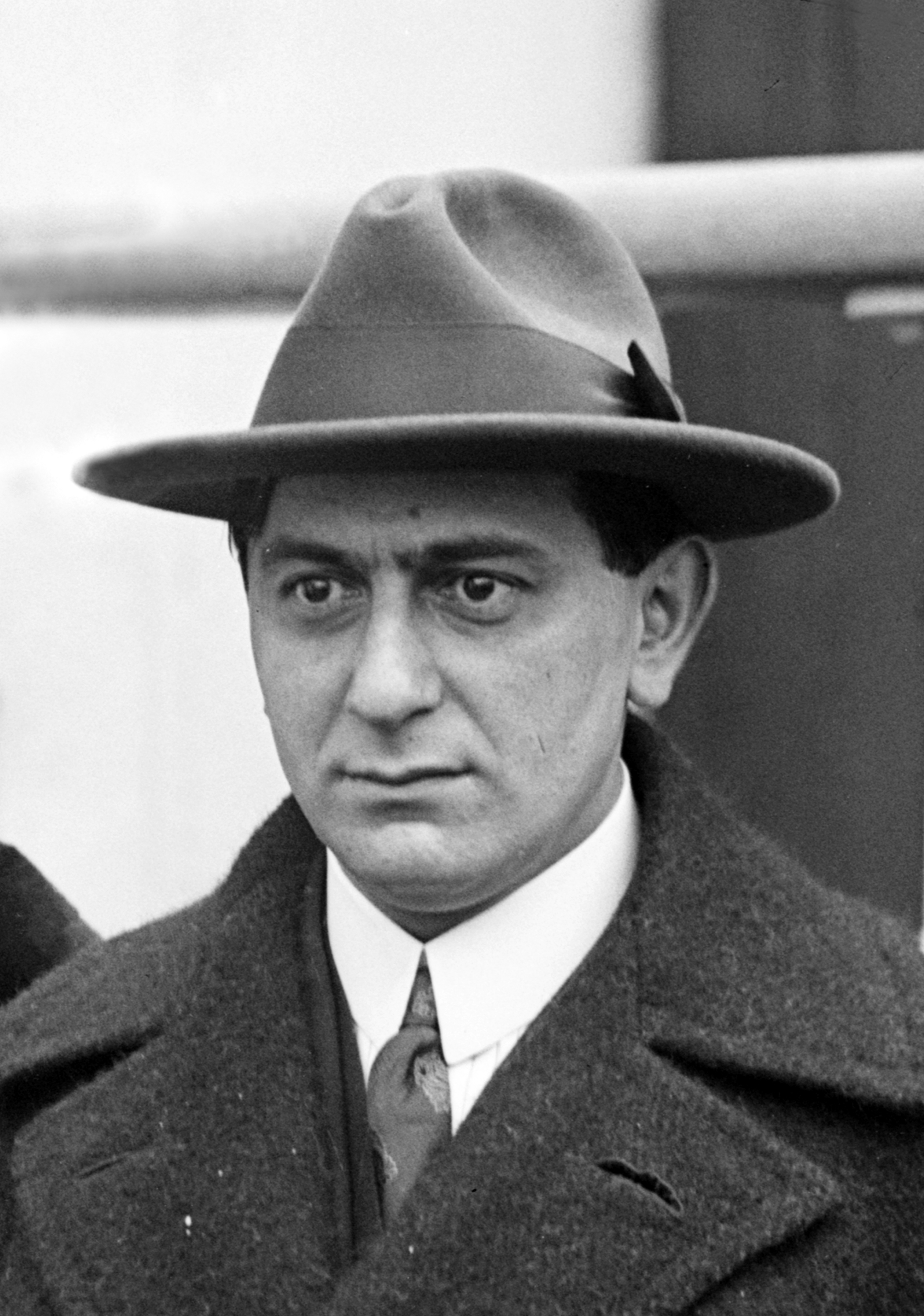
Ernst Lubitsch († 1947)

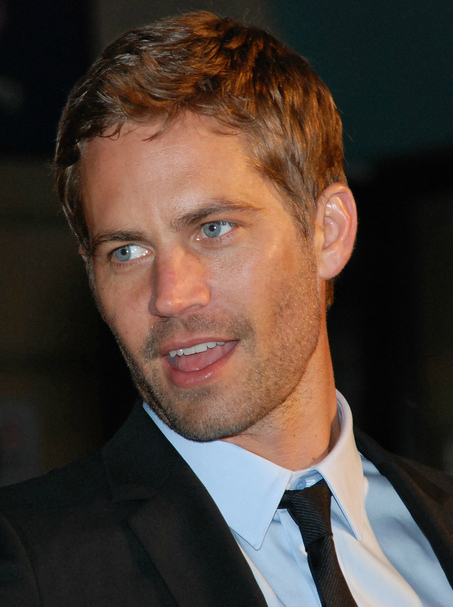
Paul Walker († 2013)

- 1016 – Edmund II., anglický král (* cca 989)
- 1204 – Emerich Uherský, uherský král (* 1174)
- 1497 – Anna Marie Sforza, dcera milánského vévody a provdaná ferrarská princezna (* 19. července 1473)
- 1519 – Michael Wolgemut, německý malíř a grafik (* 1434)
- 1541 – Cunehisa Amago, japonský vládce (* 25. prosince 1458)
- 1603 – William Gilbert, anglický lékař (* 24. května 1544)
- 1647 – Bonaventura Cavalieri, italský matematik, astronom a fyzik (* 1598)
- 1680 – Peter Lely, nizozemský malíř (* 14. září 1618)
- 1694 – Marcello Malpighi, italský lékař a přírodovědec (* 10. března 1628)
- 1705 – Kateřina z Braganzy, anglická královna (* 25. listopadu 1638)
- 1718 – Karel XII., švédský král (* 17. června 1682)
- 1731 – Brook Taylor, anglický matematik (* 18. srpna 1685)
- 1750 – Maréchal de Saxe, německý šlechtic a vojevůdce ve francouzských službách (* 28. října 1696)
- 1751 – Jean-Philippe Loys de Chéseaux, švýcarský astronom (* 4. května 1718)
- 1779 – Jan Lukáš Kracker, rakouský freskař a malíř (* 3. března 1719)
- 1805 – Christian Hermann Benda, německý herec a operní pěvec (* 7. srpna 1759)
- 1813 – Giambattista Bodoni, italský typograf (* 16. února 1740)
- 1846 – Friedrich List, německý národohospodář (* 6. srpna 1789)
- 1863 – Kamehameha IV., havajský král (* 9. února 1834)
- 1876 – Behice Sultan, osmanská princezna (sultánka), dcera sultána Abdülmecida I. (* 26. srpna 1848)
- 1891 – Jindřich Habsbursko-Lotrinský, rakouský arcivévoda, vnuk císaře Leopolda II. (* 28. května 1828)
- 1892 – Franc Močnik, slovinský matematik (* 1. října 1814)
- 1895 – Bohuslav Šulek, slovenský přírodovědec, jazykovědec a publicista (* 22. dubna 1816)
- 1900 – Oscar Wilde, anglický spisovatel (* 16. října 1854)
- 1905 – André Grusenmeyer, francouzský podnikatel a vynálezce (* 24. listopadu 1840)
- 1909 – Karel Teodor Bavorský, vévoda a oční lékař (* 9. srpna 1939)
- 1914 – Anselmo Lorenzo, španělský anarchista (* 21. dubna 1841)
- 1920 – Vladimir Maj-Majevskij, ruský generál (* 27. září 1867)
- 1930 – Mary Harris Jones, americká socialistka (* 1. srpna 1837)
- 1935 – Fernando Pessoa, portugalský spisovatel (* 13. června 1888)
- 1945 – Paul Masson, francouzský cyklista, trojnásobný olympijský vítěz 1896 (* 30. listopadu 1874)
- 1947 – Ernst Lubitsch, německý filmový režisér (* 28. ledna 1892)
- 1953 – Francis Picabia, francouzský malíř a básník (* 22. ledna 1879)
- 1954 – Wilhelm Furtwängler, německý dirigent a hudební skladatel (* 25. ledna 1886)
- 1967 – Heinz Tietjen, německý dirigent a operní režisér (* 24. června 1881)
- 1968 – Sylvie Courvoisier, švýcarská klavíristka a hudební skladatelka
- 1970 – Nina Ricci, italská módní návrhářka (* 14. ledna 1883)
- 1977 – Miloš Crnjanski, srbský básník a spisovatel (* 26. října 1893)
- 1980 – Max Alpert, sovětský novinářský fotograf (* 18. března 1899)
- 1986 – Eino Leino, finský zápasník, olympijský vítěz (* 7. dubna 1891)
- 1987 – Josef Zaricki, izraelský malíř (* 1. září 1881)
- 1988 – Charlie Rouse, americký saxofonista (* 6. dubna 1924)
- 1989 – Hassan Fathy, egyptský architekt (* 23. března 1900)
- 1990 – Vladimir Dedijer, srbský partyzán a komunistický politik (* 4. února 1914)
- 1991 – Irena Blühová, slovenská fotografka (* 2. března 1904)
- 1994 – Guy Debord, francouzský filosof, spisovatel a filmař (* 28. prosince 1931)
- 1997 – Kathy Acker, americká spisovatelka (* 18. dubna 1947)
- 1999 – Don Harris, americký houslista (* 18. června 1938)
- 2000 – Arthur Troop, anglický policista (* 15. prosince 1914)
- 2009 – Milorad Pavić, srbský spisovatel (* 15. října 1929)
- 2010
  - Monty Sunshine, anglický klarinetista (* 9. dubna 1928)
  - Garry Gross, americký módní fotograf (* 6. listopadu 1937)
  - Peter Hofmann, německý operní pěvec (* 22. srpna 1944)
- 2011 – Leka, korunní princ albánský, jediný syn krále Zoga (* 5. dubna 1939)
- 2012 – Inder Kumar Gujral, premiér Indie (* 4. prosince 1919)
- 2013 – Paul Walker, americký herec (* 12. září 1973)
- 2015
  - Eldar Rjazanov, ruský režisér (* 18. listopadu 1927)
  - Fátima Mernissiová, marocká socioložka a feministka (* 27. září 1940)
- 2018 – George H. W. Bush, 41. americký prezident (* 12. června 1924)
- 2022 – Christine McVie, anglická rocková zpěvačka (* 12. července 1943)

## Svátky

### Česko
- Ondřej, Andrej
- Ondřejka, Oda, Odeta
- Kim
- Klementin, Klementina
- Teodor, Teodot
- Gilda
- Bohdara
- Filomena
- Luna

### Katolický kalendář
- Svatý Ondřej

### Svět
- Den připomínky obětí chemických válek
- Barbados: Den nezávislosti
- Benin: Národní den

## Pranostiky

### Česko
- Na svatého Ondřeje konec pocení.
- Na svatého Ondřeje se někdy člověk ohřeje.
- Na svatého Ondřeje ještě se zem ohřeje.
- Na svatého Ondřeje ještě se nám ohřeje,
 ale na svatého Mikuláše už je zima celá naše.
- Na svatého Ondřeje mruz, chystej sedláče vůz.
- Přijdou-li větry s Ondřejem, dobré zimy se nadějem.
- Hrozí-li Kateřina sněhem, přinese jej Ondřej.
- Když na Ondřeje sněží, sníh dlouho poleží.
- Ondřejův sníh zůstane ležet sto dní.
- Sníh svatého Ondřeje oziminám nepřeje.
- Na svatého Ondřeje špatný hospodář, který neseje.
- Sníh na svatého Ondřeje vzešlému žitu mnoho nepřeje.
- Sníh svatého Ondřeje ozimům a vzešlému žitu nepřeje.
- Sníh svatého Ondřeje žitu velmi prospěje.
- O Všech svatých větry-li jsou, znamenají zimu proměnlivou;
přijdou-li ale s Ondřejem, dobré zimy se nadějem.
- Svatý Ondřej tichý – nebude len lichý.
- Poletují-li na svatého Ondřeje včely, bude neúrodný rok.
- Má-li Ondřej na stromech kapky, bude příští rok hodně ovoce.
- Svatého Ondřeje slzice naplní ovocem truhlice.
- Svatý Ondřej dělá led a svatý Jiří jej láme.
- Svatý Ondřej mosty staví, Jiří je odplaví.
- Vlhký rok nebo suchý takto poznáš: sklenici plnou vody píti máš,
na den svatého Ondřeje to činívej.
Přebíhá-li vrchem voda, to znej: vlhký rok ten;
stane-li se zároveň, suchý a vyprahlý bude rok ten.
- Na svatého Ondřeje hoď dřívko na vodu: přeplyne-li, bude mokrý rok;
zůstane-li na povrchu tiše, bude suchý rok.

| 30. listopad v pražském KlementinuÚdaje jsou platné k 11. 3. 2025. | 30. listopad v pražském KlementinuÚdaje jsou platné k 11. 3. 2025. | 30. listopad v pražském KlementinuÚdaje jsou platné k 11. 3. 2025. |
| minimum                                                            | denní průměr                                                       | maximum                                                            |
| ------------------------------------------------------------------ | ------------------------------------------------------------------ | ------------------------------------------------------------------ |
| −10,5 °C (1827)                                                    | 2,2 °C (od 1961)                                                   | 15,9 °C (1885)                                                     |